# Новотроїцька сільська рада (Чишминський район)
Новотро́їцька сільська рада (рос. Новотроицкий сельский совет) — муніципальне утворення у складі Чишминського району Башкортостану, Росія. Адміністративний центр — село Новотроїцьке.

## Населення
Населення — 1432 особи (2019, 1513 у 2010, 1595 у 2002).

## Склад
До складу поселення входять такі населені пункти:
| Населений пункт                    | Населення, осіб (2002) | Населення, осіб (2010) |
| ---------------------------------- | ---------------------- | ---------------------- |
| Александровка, присілок            | 58                     | 29                     |
| Барсуанбашево, село                | 308                    | 265                    |
| Більязи, присілок                  | 13                     | 13                     |
| Каран-Єлга, село                   | 186                    | 130                    |
| Ломоносово, присілок               | 9                      | 7                      |
| Новомусино, село                   | 238                    | 222                    |
| Новосайраново, присілок            | 32                     | 24                     |
| Новотроїцьке, село                 | 356                    | 411                    |
| Новотроїцького Лісничества, селище | 21                     | -                      |
| Новоуптіно, присілок               | 38                     | 33                     |
| Сайраново, село                    | 336                    | 379                    |